# Кольдюга
Кольдюга — река в России, протекает по Шекснинскому району Вологодской области. Устье реки находится в 78 км от устья Тошни по правому берегу. Длина реки составляет 15 км.
Исток Кольдюги находится на Вологодской возвышенности близ границы с Вологодским районом в заболоченном лесу к югу от деревни Точка (Сельское поселение Домшинское) и в 39 км к юго-востоку от Шексны. Здесь проходит водораздел бассейнов Северной Двины и Волги, рядом с истоком Кольдюги находятся истоки нескольких ручьёв, впадающих в Согожу.
Генеральное направление течения — север, крупнейшие притоки — Иониха (левый) и Сговоровка (правый). На берегах реки — деревни сельского поселения Домшинское: Точка, Зыцово и Светилово (левый берег); Городское (правый берег).

## Данные водного реестра
По данным государственного водного реестра России относится к Двинско-Печорскому бассейновому округу, водохозяйственный участок реки — Северная Двина от начала реки до впадения реки Вычегда, без рек Юг и Сухона (от истока до Кубенского гидроузла), речной подбассейн реки — Сухона. Речной бассейн реки — Северная Двина.
Код объекта в государственном водном реестре — 03020100312103000006448.